# John Browne (homme politique)
Pour les articles homonymes, voir John Browne (homonymie) et Browne.
John Browne (né le 1er août 1948) est un homme politique irlandais du Fianna Fáil. Il est Teachta Dála (TD) pour la circonscription de Wexford de 1982 à 2016. Il est ministre d'État, occupant diverses fonctions de 1992 à 1994 et de 2002 à 2008.

## Jeunesse
John Browne est né à Marshalstown, dans le comté de Wexford en 1948. Il fait ses études localement à la St Mary's Christian Brothers School à Enniscorthy. Browne travaille comme vendeur et chauffeur de camion pétrolier avant de s'impliquer dans la politique et joue également au hurling pour l'équipe du comté de Wexford,.
Browne est marié à Judy et ils ont trois enfants. Son oncle Seán Browne, est également député, élu pour la première fois en 1957. Il prend sa retraite en raison de problèmes de santé. John Browne arrive en tête du scrutin dans la circonscription de Wexford à plusieurs reprises.

## Carrière politique
Browne exerce ses premières fonctions politiques en 1979 lorsqu'il est élu au conseil du district urbain d'Enniscorthy et au conseil du comté de Wexford. Browne est élu pour la première fois au Dáil Éireann lors des élections générales de novembre 1982 pour la circonscription de Wexford et est réélu à chaque élection depuis.
En 1997, le Fianna Fáil revient au pouvoir ; Browne, cependant, reste sur les bancs d’arrière-ban. En 2002, il est nommé ministre d'État au ministère des Communications, de la Marine et des Ressources naturelles, avec une responsabilité particulière pour la Marine. Lors d'un remaniement en 2004, Bertie Ahern nomme Browne au poste de ministre d'État au ministère de l'Agriculture et de l'Alimentation, avec une responsabilité particulière pour les forêts. Lors d'un remaniement ministériel en février 2006, Browne est de nouveau nommé ministre d'État au ministère des Communications, de la Marine et des Ressources naturelles, avec une responsabilité particulière pour la Marine. Après les élections générales de 2007, il est nommé ministre d'État au ministère de l'Agriculture, des Pêcheries et de l'Alimentation avec une responsabilité particulière pour la pêche, occupant un poste similaire après un transfert de fonctions ministérielles.
Au cours de sa carrière, Browne occupe plusieurs postes au sein du gouvernement et de l'opposition. Peu de temps après son élection, il est nommé whip en chef adjoint. Lorsque le Fianna Fáil revient au pouvoir en 1987, il reste sur les bancs d'arrière-ban. Lorsqu'Albert Reynolds devient Taoiseach en 1992, il nomme Browne ministre d'État au ministère de l'Agriculture et de l'Alimentation, avec une responsabilité particulière pour l'industrie alimentaire. Lorsqu'un nouveau gouvernement est formé en janvier 1993, il est nommé ministre d'État à l'Environnement avec une responsabilité particulière pour la protection de l'environnement, poste jusqu'en 1994.
Le 13 mai 2008, après que Brian Cowen soit devenu Taoiseach, Browne n'est nommé à aucun poste ministériel.
Browne prend sa retraite aux élections générales de 2016. Son fils James Browne est élu lors de cette élection et, en 2020, est  nommé ministre d'État.